# Ван Дин, Каспер
Ка́спер Ро́берт Ван Дин (англ. Casper Robert Van Dien, Jr.; род. 18 декабря 1968 года, Риджвуд, Нью-Джерси, США) — американский актёр, наиболее известный ролью Джонни Рико в фильмах «Звёздный десант» (1997) и «Звёздный десант 3: Мародёр» (2008).

## Биография

### Ранние годы
Родился 18 декабря 1968 года в городке Риджвуд, штат Нью-Джерси, США. Сын Дианы Ван Дин (урождённая Морроу), вышедшей на пенсию дошкольной учительницы, и Каспера Роберта Ван Дина Ст., отставного лётчика коммандера ВМС США. Ван Дины являются потомками старого голландского рода, давно поселившегося в районе Нью-Йорка. Также имеют шведские, французские, английские корни и корни американских индейцев. По сложившейся традиции, в роду Ван Динов каждого первенца мужского пола называют Каспером. Каспер Роберт Ван Дин — одиннадцатый член династии Ван Динов, носящий имя Каспер. Имеет трёх сестёр: старшую (на два года старше) Сьюди Ван Дин и младшую (на 2 года младше) Кристин, а также сводную сестру Дебби, которая старше его на 14 лет.
Своё детство Каспер провёл в Риджвуде, живя на улице Ван Дин, названной в честь одного из его предков. Отец Каспера был офицером на флоте, а оба его деда были морскими пехотинцами во время Второй мировой войны, поэтому Каспер, пойдя по стопам своих предков, посещал Академию имени адмирала Фаррагута во Флориде.
В школе его часто называли «Кукла Кен» из-за внешности.
Когда Каспер стал постарше, его семья переехала во Флориду, и он поступил в Академию имени адмирала Фаррагута в Сент-Питерсберге. Впоследствии он обучался в Университете штата Флорида в Таллахасси, но не окончил его.

### Карьера
Интересы Каспера изменились, и, твёрдо решив стать актером, он отправляется в Лос-Анджелес, где снимается в эпизодических ролях различных сериалов и фильмов. Двумя его заметными ранними ролями были эпизодические роли в мыльной опере «Одна жизнь, чтобы жить» (One Life to Live) и в сериале «Беверли-Хиллз, 90210». Несмотря на то, что эти телевизионные роли приносят некоторую известность актёру, проходит ещё несколько лет, прежде чем Ван Дину удаётся сняться в большом кино.
Ван Дин снялся в 1997 в биографическом фильме о Джеймсе Дине «Джеймс Дин: гонки с судьбой» вместе с Робертом Митчемом. Роль в этом фильме приносит успех молодому актёру. Вскоре после этого он получает роль Джонни Рико в научно-фантастическом фильме Пола Верхувена «Звёздный десант». Благодаря этой работе об актёре узнаёт весь мир, и он получает множество предложений. Снялся в роли Тарзана в фильме «Тарзан и затерянный город» в 1998. Затем в 1999 году Ван Дин сыграл роль Брома Ван Бранта в «Сонной лощине» Тима Бёртона, экранизации новеллы «Легенда о Сонной Лощине» Вашингтона Ирвинга.
В 2006 году Каспер Ван Дин играет Дэнни Фримонта (герой-археолог в стиле Индианы Джонса) в телевизионном фильме Рассела Малкэхи «Тутанхамон: Проклятие гробницы», где его партнёрами по съёмочной площадке стали Джонатан Хайд в роли главного злодея и Леонор Варела в роли любимой девушки Дэнни.
В 2008 году вернулся к роли Джонни Рико в «Звёздном десанте 3: Мародёр».
В 2010-х годах Ван Дин стал известен по съёмкам в веб-сериалах. В 2013 году он вместо Мэтта Маллинза сыграл Джонни Кейджа в проекте Кевина Танчароена «Смертельная битва: Наследие». С 2015 по 2016 год он появлялся в качестве камео в роли бармена Джона в комедийном веб-сериале Алана Тьюдика «Конмэн».
В 2017 актёр вместе с Диной Мейер принял участие в озвучивании анимационного фильма «Звёздный десант: Предатель Марса».
В 2020 году, снявшись в одной из главных ролей в боевике «Второй» вместе с Райаном Филиппом, Ван Дин дал интервью журналу Forbes, в котором рассказал о возможном сериале по франшизе Звёздного десанта от Sony Pictures Television, и выразил надежду на возвращение к роли Джонни Рико.

### Личная жизнь
В 1992 году Ван Дин начал встречаться с внучкой актёра Роберта Митчема, Кэрри Митчем. В следующем году они поженились, а 23 сентября 1993 года у них родился сын Каспер (Каппи) Роберт Митчем Ван Дин, который стал двенадцатым Каспером в роду Ван Динов. 15 октября 1996 у семьи родилась дочь Кэролайн Дороти Грэйс «Грэйси» Ван Дин. В 1997 году их брак распался.
8 мая 1999 года в Лас-Вегасе Ван Дин женился на актрисе Кэтрин Оксенберг, с которой он ранее снимался в фильмах «Вышибалы» («Коллекторы»), «Код Омега» и других. Оксенберг старше Ван Дина на семь лет, она дочь принцессы Елизаветы Югославской и является потомком сербской династии Карагеоргиевичей. У них есть две общие дочери: Майя (род. 20 сентября 2001) и Селест Альма (род. 3 октября 2003). В 2005 супруги появились вместе в собственном реалити-шоу «Я женился на принцессе» (I Married a Princess), которое транслировалось в США, Великобритании и Австралии. В 2015 году пара подала на развод.
В июне 2018 года Ван Дин женился на Дженнифер Венгер.

## Фильмография
| Год       |    | Русское название                             | Оригинальное название                       | Роль                            |
| --------- | -- | -------------------------------------------- | ------------------------------------------- | ------------------------------- |
| 1990      | тф | Menu for Murder (англ.)                      | Menu for Murder                             | телохранитель                   |
| 1991      | с  | Dangerous Women                              | Dangerous Women                             | Брэд Моррис                     |
| 1992      | с  | Freshman Dorm (англ.)                        | Freshman Dorm                               | Зак Тэйлор                      |
| 1992      | с  | Жизнь продолжается                           | Life Goes On                                | имя персонажа неизвестно        |
| 1993      | тф | Дома у Уэбберов                              | The Webbers                                 | парень                          |
| 1993—1994 | с  | Одна жизнь, чтобы жить                       | One Life to Live                            | Тайлер "Тай" Муди               |
| 1993—1994 | с  | Доктор Куин, женщина-врач                    | Dr. Quinn, Medicine Woman                   | Джесси                          |
| 1994      | с  | Беверли-Хиллз, 90210                         | Beverly Hills, 90210                        | Гриффин Стоун                   |
| 1995      | тф | Игра на вылет                                | P.C.H.                                      | Рэнди                           |
| 1995      | с  | Шёлковые сети                                | Silk Stalkings                              | Роджер Бэрроуз                  |
| 1995      | с  | Женаты… с детьми                             | Married with Children                       | Эрик Уотерс                     |
| 1996      | тф | Backroads to Vegas (англ.)                   | Backroads to Vegas                          | Адам                            |
| 1996      | тф | Орбита смерти                                | Lethal Orbit                                | Том Корбетт                     |
| 1996      | тф | Ночные глаза-4                               | Night Eyes Four: Fatal Passion              | Рой                             |
| 1996      | ки | Wing Commander IV: The Price of Freedom      | Wing Commander IV: The Price of Freedom     | арестованный пилот #3           |
| 1996      | тф | Глаз Браксуса                                | Beastmaster: The Eye of Braxus              | король Тэл                      |
| 1996      | тф | Колония                                      | The Colony                                  | имя персонажа неизвестно        |
| 1997      | с  | За гранью возможного                         | The Outer Limits                            | Джейк Миллер                    |
| 1997      | тф | Night Scream (англ.)                         | Night Scream                                | Тэдди Джонсон / Рой Ордвелл Мл. |
| 1997      | тф | Каспер: Начало                               | Casper: A Spirited Beginning                | очевидец                        |
| 1997      | тф | Джеймс Дин: гонки с судьбой                  | James Dean: Race with Destiny               | Джеймс Дин                      |
| 1997      | ф  | Звёздный десант                              | Starship Troopers                           | Джонни Рико                     |
| 1998      | тф | Нежить                                       | Modern Vampires                             | Даллас                          |
| 1998      | ф  | Тарзан и затерянный город                    | Tarzan and the Lost City                    | Тарзан / Джон Клейтон           |
| 1998      | тф | Каспер встречает Венди                       | Casper Meets Wendy                          | стриженый Хэнк                  |
| 1998      | ф  | На границе                                   | On the Border                               | Джейк Бёрнс                     |
| 1999      | тф | Акулы                                        | Shark Attack                                | Стивен МакКрэй                  |
| 1999      | тф | Коллекторы                                   | The Collectors                              | A.K.                            |
| 1999      | ф  | Код Омега                                    | The Omega Code                              | Джиллен Лейн                    |
| 1999      | тф | Похитители прошлого                          | The Time Shifters (Thrill Seekers)          | Том Мэррик                      |
| 1999      | ф  | Сонная Лощина                                | Sleepy Hollow                               | Бром Ван Бант                   |
| 2000      | тф | Партнёры                                     | Partners                                    | Эксель                          |
| 2000      | тф | Охотник                                      | The Tracker                                 | Коннор Спирз                    |
| 2000      | тф | Ханжа                                        | Sanctimony                                  | Том Джеррик                     |
| 2000      | тф | Питон                                        | Python                                      | Барт Паркер                     |
| 2000      | тф | Погоня за смертью                            | A Friday Night Date                         | Джим Трэвис                     |
| 2000      | тф | Затяжной прыжок                              | Cutaway                                     | Делмира                         |
| 2001      | тф | Ураган                                       | Windfall                                    | Эйс Логан                       |
| 2001      | тф | В погоне за судьбой                          | Chasing Destiny                             | Бобби Моритц                    |
| 2000—2001 | с  | Титаны                                       | Titans                                      | Чендлер Уильямс                 |
| 2001      | тф | Поле боя                                     | Going Back                                  | капитан Рэмзи                   |
| 2001      | тф | Опасность из глубины                         | Danger Beneath the Sea                      | капитан Майлз Шеффилд           |
| 2002      | тф | Файл «Вектор»                                | The Vector File                             | Джерри                          |
| 2002      | тф | Ураган                                       | Windfill                                    | Эйс Логан                       |
| 2003      | тф | Возвращение чемпиона                         | Big Spender                                 | Эдди Бёртон                     |
| 2004      | тф | Первый рейд                                  | Maiden Voyage                               | Кайл Консидин                   |
| 2004      | тф | Интуиция                                     | Premonition                                 | Джек Бэрнс                      |
| 2004      | тф | Человек-скелет                               | Skeleton Man                                | сержант Оберрон                 |
| 2004      | ф  | Покрытое тайной                              | What the #$*! Do We (K)now!?                | романтик Моритц                 |
| 2000—2001 | с  | Действуй, крошка                             | Rock Me, Baby                               | Майкл                           |
| 2004      | тф | Дракула 3000                                 | Dracula 3000                                | капитан Абрахам Ван Хельсинг    |
| 2005      | тф | Налётчики из Голливуда                       | Hollywood Flies                             | Зак                             |
| 2005      | тф | Личное                                       | Personal Effects                            | Крис Лок                        |
| 2005      | тф | Падший ангел                                 | The Fallen Ones                             | Мэтт Флетчер                    |
| 2005      | тф | Офицер убойного отдела                       | Officer Down                                | офицер Филипп Холлоуз           |
| 2006      | тф | Адское пекло                                 | Meltdown: Days of Destruction               | Том                             |
| 2006      | тф | Тутанхамон: Проклятие гробницы               | The Curse of King Tut’s Tomb                | Дэнни Фримонт                   |
| 2006      | тф | Вампиры: Возрождение древнего рода           | Slayer                                      | Хоук                            |
| 2006—2007 | с  | Watch Over Me                                | Watch Over Me                               | Андре Форестер                  |
| 2008      | тф | Крутые стволы                                | Aces 'N' Eights                             | Люк Риверс                      |
| 2008      | ф  | Звёздный десант 3: Мародёр                   | Starship Troopers 3: Marauder               | полковник Джонни Рико           |
| 2008      | тф | Маска ниндзя                                 | Mask of the Ninja                           | Джек Баррет                     |
| 2009      | тф | Одним жарким летом                           | One Hot Summer                              | Лютер Симмондс                  |
| 2008—2009 | с  | Детектив Монк                                | Monk                                        | лейтенант Стивен Олбрайт        |
| 2010      | тф | Turbulent Skies (англ.)                      | Turbulent Skies                             | Том                             |
| 2010      | с  | Laugh Track Mash-ups                         | Laugh Track Mash-ups                        | Джеймс                          |
| 2010      | тф | Собака, спасшая Рождество                    | The Dog Who Saved Christmas Vacation        | Рэнди Макговен                  |
| 2011      | ф  | Прирожденный гонщик                          | Born to Ride                                | Майк Каллахан                   |
| 2011      | ф  | Lake Effects                                 | Lake Effects                                | Эш Хенсон                       |
| 2011      | ф  | Пакт                                         | The Pact                                    | Билл Крик                       |
| 2012      | ф  | Нубы                                         | Noobz                                       | В роли самого себя              |
| 2013      | вс | Смертельная битва: Наследие                  | Mortal Kombat: Legacy                       | Джонни Кейдж                    |
| 2014      | ф  | Спящая красавица                             | Sleeping Beauty                             | Король Дэвид                    |
| 2015      | ф  | Мстители: Гримм                              | Avengers Grimm                              | Румпельштильцхен                |
| 2015      | ф  | Адский смерч                                 | Fire Twister                                | Скотт                           |
| 2015      | ф  | Крысы                                        | The Higher Mission                          | Джон Перриман                   |
| 2015—2016 | вс | Конмэн                                       | Con Man                                     | бармен Джон Бутелл              |
| 2016      | ф  | Разборка в Маниле                            | Showdown in Manila                          | Чарли                           |
| 2017      | ф  | Космические Пираты: Приключения Сайбер Рэйна | Star Raiders: The Adventures of Saber Raine | Сайбер Рэйн                     |
| 2017      | ф  | Всё дело в деньгах                           | All About the Money                         | Курт Померой                    |
| 2017      | мф | Звёздный десант: Предатель Марса             | Starship Troopers: Traitor of Mars          | полковник Джонни Рико           |
| 2017      | с  | Гавайи 5.0                                   | Hawaii Five-0                               | Роджер Найлз                    |
| 2018      | ф  | Алита: Боевой ангел                          | Alita: Battle Angel                         | Амок                            |
| 2019      | ф  | Джей в Голливуде                             | Madness in the Method                       | Тим                             |
| 2020      | ф  | Второй                                       | The 2nd                                     | Мелвин Сампрас / «Шофёр»        |
| 2021      | ф  | Красные пророчества                          | Red Prophecies                              | Сергей Волков                   |
| 2022      | ф  | Агрессор                                     | Assailant                                   | Майкл                           |
| 2022      | ф  | Безумная Хайди                               | Mad Heidi                                   | президент Мейли                 |
| 2022      | ф  | Самая опасная игра                           | The Most Dangerous Game                     | Барон фон Вольф                 |
| 2022      | ф  | Граница округа: Бесстрашные                  | County Line: No Fear                        | Зед Далтон                      |
| 2023      | ф  | Монстры Калифорнии                           | Monsters of California                      | Майерс                          |